# El Tiempo
El Tiempo – dziennik kolumbijski.

## Charakterystyka
Gazeta została założona w 1911 roku przez prawnika Alfonso Villegasa Restrepo. W 2022 roku była najpoczytniejszym dziennikiem w Kolumbii. W pierwszej dekadzie XXI wieku była jedyną gazetą o ogólnokrajowym obiegu.  Początkowo „El Tiempo” miał orientację konserwatywno–liberalną, jednak interesy gospodarcze kolejnych właścicieli wpływały w różny sposób na linię redakcyjną. W przeszłości gazeta związana była z rodziną Santos, jednym z najbardziej wpływowych klanów w Kolumbii, z którego wywodził się pełniący urząd w latach 2010–2018 prezydent Juan Manuel Santos. Obecnie „El Tiempo” należy do biznesmena Luisa Carlosa Sarmiento Angulo, który otwarcie deklaruje, że wpływa na publikowane w nim treści. Misję gazety określi w 2021 roku na łamach kolumbijskiego tygodnika „Semana” jako „poszukiwanie sprawiedliwość, obronę demokracji i wolności”. Przez wiele lat bezpośrednia konkurencją „El Tiempo” był dziennik „El Espectador”, dziś wydawany jako tygodnik. W 2022 roku papierowe wydanie „El Tiempo” w niespełna 50–milionowej Kolumbii sprzedawane było w ok. 980 000 egzemplarzach dziennie. Stronę internetową dziennika miesięcznie odwiedzało ok. 10 milionów UU. Redakcja El Tiempo znajduje się w Bogocie.